# آلفرد إدوارد هاوسمان
ألفريد إدوارد هوسمان (بالإنجليزية: Alfred Edward Housman) (26 مارس 1859 - 30 نيسان 1936) شاعر وباحث إنجليزي في الأدب الكلاسيكي، عُرف لمجموعة قصائده «فتى شروبشاير»، التي كانت غنائية وإبيجرامية في شكلها، وتعبر عن حزن وإحباط الشباب في الريف الإنجليزي. جذب جمالها وبساطتها وصورتها المميزة بقوة الأذواق في العصر الإدواردي، والعديد من الملحنين الإنكليز في أوائل القرن العشرين، سواء قبل الحرب العالمية الأولى أو بعدها. بفضل خصائصها الغنائية، أصبحت القصائد مرتبطة ارتباطًا وثيقًا بتلك الحقبة، ومع شروبشاير نفسها.

## حياته
ولد هاوسمان -الأكبر بين سبعة أطفال- في دار فالي في فوكبري، وهي قرية في ضواحي برومزغروف في ورشستر، والدته هي سارة جين (تزوجت في 17 يونيو 1858 في وودتشستر، غلوستر)، ووالده هو إدوارد هوسمان (الذي قدمت عائلته من لانكستر)، وتعمّد في 24 أبريل 1859 في كنيسة المسيح في كاتشيل. توفيت والدته في عيد ميلاده الثاني عشر، وتزوج والده الذي كان يعمل محاميًا، من قريبته لوسي عام 1873. أصبح اثنان من أشقائه كتابًا بارزين، وهم: كليمنس هاوسمان، ولورانس هوسمان.
درس هاوسمان في مدرسة الملك إدوارد في برمنغهام، وارتاد فيما بعد مدرسة برومزغروف، حيث برع أكاديميًا وفاز بجوائز عن قصائده. في عام 1877، فاز بمنحة دراسية إلى كلية سانت جون في أكسفورد، وذهب هناك لدراسة الأدب الكلاسيكي. على الرغم من أن انطوائه على الطبيعة، إلا أنه شكل صداقات قوية مع رفيقي الغرفة، موسى جون جاكسون (1858-14 يناير 1923) و أي دبليو بولارد. رغم أن هاوسمان حصل على المرتبة الأولى في الدراسات الكلاسيكية عام 1879، فإن تفانيه في تحليل النصوص قاده إلى إهمال التاريخ القديم والفلسفة التي شكلت جزءًا من منهج الأدبيات الإنسانية، وبالتالي فقد رسب في الاختبارات النهائية واضطر إلى إعادتها، وحصل في النهاية على درجة النجاح الدنيا.
على الرغم من أن البعض يعزو أداء هاوسمان غير المتوقع في امتحاناته مباشرة إلى مشاعره تجاه جاكسون، فإن معظم كتاب سيرته يبرزون أسبابًا أخرى أوضح. كان هاوسمان غير مبالٍ بالفلسفة ومفرط الثقة في مواهبه الاستثنائية، وأمضى وقتًا طويلًا مع أصدقائه، وربما كان قد تشتت انتباهه بسبب أنباء مرض والده.
بعد أوكسفورد، ذهب جاكسون للعمل كاتبًا في مكتب براءات الاختراع في لندن، ورتب وظيفة هناك لهوسمان أيضًا. تقاسم الاثنان شقة مع أخ جاكسون أدالبرت حتى عام 1885، عندما انتقل هاوسمان إلى مسكنه الخاص، ربما بعد أن رد جاكسون عليه عندما اعترف له بحبه بقوله أنه لا يستطيع أن يبادله المشاعر. بعد عامين انتقل جاكسون إلى الهند، ليبتعد مسافة أكبر عن هوسمان. عندما عاد لفترة قصيرة إلى إنجلترا عام 1889 للزواج، لم يوجه دعوة حضور زفافه إلى هوسمان ولم يعرف شيئًا عنه حتى غادر الزوجان البلد. توفي أدالبرت جاكسون عام 1892، وأحيا هوسمان ذكراه في قصيدة شعرية عام 1936.
في الوقت نفسه، تابع هوسمان دراسته في الأدب الكلاسيكي بشكل مستقل، ونشر مقالات علمية عن هوراس، وبروبرتيوس، وأوفيد، ويوربيديس، وسوفوكليس، كما أنهى طبعة حول بروبرتيوس، التي بالرغم من ذلك رفضتها مطبعتي جامعة أكسفورد وماكميلان عام 1885، وأتلفت بعد وفاته. اكتسب تدريجيًا سمعة كبيرة إلى حد أنه عرض عليه عام 1892 قبول منصب الأستاذية في الأدب في جامعة لندن.
اكتشفت في مكتبة جامعة لندن، أثناء فترة عمله، نسخة نادرة للكتاب المقدس لكفرديل تعود لعام 1535، وقُدمت إلى لجنة المكتبة، أبدى هاوسمان (الذي أصبح ملحدًا في أكسفورد) رأيه بأنه من الأفضل بيعها «لشراء بعض الكتب المفيدة حقًا مع العائدات».

## روابط خارجية
- آلفرد إدوارد هاوسمان على موقع الموسوعة البريطانية (الإنجليزية)
- آلفرد إدوارد هاوسمان على موقع ميوزك برينز (الإنجليزية)
- آلفرد إدوارد هاوسمان على موقع إن إن دي بي (الإنجليزية)
- آلفرد إدوارد هاوسمان على موقع ديسكوغز (الإنجليزية)